# Farní sbor Českobratrské církve evangelické v Jihlavě
Farní sbor Českobratrské církve evangelické v Jihlavě je sborem Českobratrské církve evangelické v Jihlavě, pod který spadá kazatelská stanice Střížov. Sbor spadá pod Horácký seniorát.
Farářem sboru je Jan Keřkovský a kurátorem Jan Bušta.

## Bohoslužby
| Kostel                          | Místo   | Bohoslužba (den) | Hodina | Poznámka |
| ------------------------------- | ------- | ---------------- | ------ | -------- |
| Kostel apoštola Pavla (Jihlava) | Jihlava | neděle           | 8:30   |          |
| Evangelický kostel (Střížov)    | Střížov | neděle           | 10:30  |          |

Aktuální časy bohoslužeb jsou v přehledu bohoslužeb

## Faráři sboru
- Timoteus Pokorný, vikář 2. 5. 1930 - 31. 3. 1932, 1. 4. 1932 - 22. 1. 1934 farář
- Jaroslav Nedbal, vikář 5. 3. 1934 - 14. 4. 1935, 15. 4. 1935 - 31. 10. 1981 farář
- Lubomír Kabíček, 1. 11. 1981 - 31. 8. 2001	farář; 1989 - 2000  senior  Horáckého seniorátu
- Jan Keřkovský,  1. 9. 2001 - 31. 12. 2027 farář; 2008 - nyní  senior  Horáckého seniorátu